# هانا زاگورووا
هانا زاگورووا (چکی: Hana Zagorová؛ ۶ سپتامبر ۱۹۴۶ – ۲۶ اوت ۲۰۲۲) خواننده، بازیگر، و ترانه‌سرا اهل جمهوری چک بود که از سال ۱۹۶۴ به ضبط موسیقی پرداخت. او یکی از مشهورترین خوانندگان چک محسوب می‌شود. او برنده جایزه ملی موسیقی بلبل زرین در ۹ موقعیت بین سال‌های ۱۹۷۷ و ۱۹۸۵ شد.. وی بین سال‌های ۱۹۶۳ تا ۲۰۲۲ میلادی فعالیت می‌کرد.
از فیلم‌ها یا برنامه‌های تلویزیونی که وی در آن نقش داشته‌است می‌توان به پیوندهای خانوادگی اشاره کرد.